# Ревунка
Ревунка — деревня в Убинском районе Новосибирской области. Входит в состав Пешковского сельсовета.

## География
Площадь деревни — 39 гектаров.

## Население
| 2002 | 2007 | 2010 |
| ---- | ---- | ---- |
| 66   | ↘56  | ↘42  |

## Инфраструктура
В деревне по данным на 2007 год отсутствует социальная инфраструктура.